# Люти-До
Люти-До (серб. Љути До / Ljuti Do) — село в общине Берковичи Республики Сербской Боснии и Герцеговины. Население составляет 286 человек по переписи 2013 года.

## Население
Проживают семьи: Терзич, Медан, Миливоевич, Рупар, Радан, Самарджич, Милович, Михич, Джомбета, Янёш, Павич, Солдатич, Пилевич, Граховац.

## Известные уроженцы
- Солдатич, Данило[серб.] (1911—1942) — Народный герой Югославии